# Edesio Carrillo Puerto
Edesio Carrillo Puerto fue un revolucionario mexicano, nacido en Motul, Yucatán en 1891 y fallecido en la ciudad de Mérida, capital del estado, el 3 de enero de 1924. Hermano menor de Felipe Carrillo Puerto, fue fusilado junto con él y sus otros hermanos Wilfrido y Benjamín, tras el cruento golpe de Estado que derrocó al gobierno socialista de Carrillo Puerto.

## Datos biográficos
De los 14 hermanos Carrillo Puerto, Edesio se dedicó principalmente al comercio, atendiendo la miscelánea que era el negocio de la familia en la ciudad de Motul, Yucatán. En este su pueblo natal fue también presidente municipal en 1918.
Destacó asimismo por su acción política como miembro del Partido Socialista del Sureste y de la Liga de resistencia de Motul. Como Benjamín, otro de sus hermanos, fue diputado al Congreso de Yucatán, electo durante la gubernatura de Felipe, el año de 1923.
Cuando ese mismo año sobrevino la llamada rebelión delahuertista que derrocó del poder público a Carrillo Puerto, acompañó a su hermano en el intento de huir del estado, pero fue apresado en la isla de Holbox, regresado a Mérida con doce personas más incluyendo sus tres hermanos, siendo fusilados todos ellos en el panteón de la ciudad de Mérida, después de un juicio militar sumarísimo, la madrugada del 3 de enero de 1924.